# 김현수 (1978년)
김현수(1978년 9월 25일 ~ )는 대한민국의 배우이다.

## 학력
- 계원예술고등학교 음악과(졸업)
- 이화여자대학교 음악대학 성악과(졸업)

## 연기 활동

### 드라마
- 1998년 SBS 일요시트콤 《LA아리랑》 ... 에밀리 역
- 1998년 MBC 일일시트콤 《남자 셋 여자 셋》
- 1999년 MBC 미니시리즈 《청춘》
- 1999년 MBC 일일연속극 《하나뿐인 당신》 ... 장서윤 역
- 1999년 SBS 일일연속극 《당신은 누구시길래》 ... 동가영 역
- 2000년 MBC 미니시리즈 《진실》 ... 이정희 역
- 2000년 MBC 주말연속극 《사랑은 아무나 하나》
- 2001년 MBC 단막극 《MBC 베스트극장 - 총각파티》
- 2001년 MBC 미니시리즈 《가을에 만난 남자》
- 2002년 MBC 미니시리즈 《그 햇살이 나에게》 ... 최소희 역
- 2002년 KBS2 일요아침드라마 《언제나 두근두근》 ... 서하경 역
- 2002년 KBS2 단막극 《드라마시티 - 잘가요 내사랑》 ... 소영 역
- 2003년 SBS 주말극장 《백수탈출》 ... 최진 역
- 2003년 KBS2 추석특집극 《혼수》 ... 승주 역

### 영화
- 2002년 《휘파람 공주》 ... 지은 역
- 2002년 《울랄라 씨스터즈》 ... 민경애 역

### 뮤직비디오
- 2003년 쿨 - 떠나야만 했나요

### 광고
- 1996년 동아오츠카 포카리스웨트 (신현택과 함께 출연)
- 1996년 빙그레 뉴면
- 1997년 크라운베이커리 (최지우와 함께 출연)
- 1999년 제일모직 빈폴
- 2001년 크라운베이커리
- 2002년 롯데하이마트 (유준상과 함께 출연)
- 2002년 동아제약 가그린
- 2002년 해태음료 쉼표하나
- 2002년 오리온 크런치바게뜨 와클
- 2004년 이노센트가구

## 방송 활동

### TV 프로그램
- 2000년 EBS 《딩동댕 유치원》